# Gary Thuerk
Gary Thuerk est l'expéditeur du premier courrier spam,.
Il a envoyé le premier message spam le 3 mai 1978 alors qu'il travaillait dans le département de marketing de la compagnie DEC. Il a envoyé son message à près de la totalité des utilisateurs d'ARPAnet (ancêtre d'Internet) vivant sur la côte ouest des États-Unis, soit environ 600 personnes.
Il fit cela sans mauvaise intention, afin d'inviter ces utilisateurs technophiles à une démonstration de la gamme DEC. Voulant éviter d'écrire un message à chaque adresse, il mit les 600 adresses directement dans le champ « Destinataire ». Les réactions furent vives et contrastées, l'administration américaine gérant le réseau condamnant d'office la pratique, la jugeant non conforme aux termes d'utilisation du réseau.